# Das Gericht des Meeres
Das Gericht des Meeres ist eine Erzählung von Gertrud von le Fort, erschienen 1943. Die Bretonin Anne, von den christlichen Briten als Heidin angesehen, opfert sich, weil sie einen Mord nicht sühnen will.

## Handlung
Auf der Heimfahrt von der Normandie nach Cornwall gerät die Flotte des britischen Königs Johann mitten im Ärmelkanal in eine Flaute. Die Königin und der Prinz befinden sich an Bord des königlichen Schiffes. Der Prinz, ein Säugling, leidet an Schlaflosigkeit, verweigert die Nahrung und siecht dahin. In dieser hoffnungslosen Situation hat jemand den rettenden Einfall: Auf einem der Geleitschiffe befindet sich Anne de Vitré, eine junge bretonische Geisel. Die soll den Prinzen mit einem Schlummerlied in den Schlaf singen.
Diese Begabung hat Anne angeblich von ihrer Vorfahrin, der Frau Avoise, geerbt. König Johann ist dagegen. Auf einem seiner Feldzüge gegen die Bretonen hatte er deren Herzog, fast noch ein Kind, nach Rouen verschleppt und dort eigenhändig ermordet. Und ebenjene Frau Avoise hatte auf Schloss Reaux mit einem bretonischen Schlummerlied die gesamte britische Besatzung in den Schlaf, sprich in den Tod, gesungen. Nach tagelangem Widerstreben gibt der König bei anhaltender Flaute und Schlaflosigkeit des Prinzen seiner verzweifelten Königin nach. Der Bretone Budoc, im Gefolge Johanns, muss Anne herbeirudern. Anne glaubt, Budoc sei ein Überläufer, also ein Verräter. Es stellt sich aber heraus, Budoc ist genau so ein Todfeind der Briten wie die Geisel Anne. Die Königin fühlt, dass Anne ihr Kind wahrscheinlich in den Tod singen will, aber mit der Zeit fasst sie trotzdem Vertrauen zu dem jungen Mädchen. Anne, in der Auseinandersetzung mit dem Meer, das beinahe so ist wie Gott, begreift, dass der kleine Prinz aus Rache für den ermordeten jungen Herzog getötet werden muss. Denn das Meer, dieses übernatürliche Wesen, vermag in der Erzählung mehr als ein ruhendes Gewässer.
Das Meer um das königliche Schiff herum leuchtet nicht nur des Nachts, es will zudem trotz Flaute an Deck und auch noch ins Zelt des Prinzen dringen. Das Meer verlangt sogar Sühne für den Mord an dem jungen bretonischen Herzog. Der britische Prinz soll sterben. Anne, mit der Macht des Schlummersanges der Frau Avoise durchaus begabt, wählt einen anderen Weg. Mit dem Schlummerlied verhält es sich, genauer gesagt, so: Wem sein Anfang gesungen wird, der schlummert ein. Und wem dann noch das Liedende gesungen wird, der wacht nie wieder auf. Also singt Anne den Prinzen in den Schlummer, sodass er von seiner Amme wieder gesäugt werden kann. Anne, die Lebensretterin des feindlichen Prinzen, singt nicht zu Ende und wird dafür vom rachsüchtigen Budoc ins Meer geworfen. Ihr Sinken und Ertrinken ist nur anfangs eine Qual. Dann hört die Sterbende eine Stimme. Die singt ihr das Ende des Schlummerlieds.

## Historie
Es ist ein englischer König Johann bekannt: Johann Ohneland (* 1166; † 1216), als König John Nachfolger von Richard Löwenherz. Schon der Vater Heinrich II. war Herzog der Normandie gewesen. Johann hatte mit seiner Gemahlin Isabella von Angoulême zwei Söhne: Heinrich (1207–1272) und Richard (1209–1272). Da der Prinz in der Wiege liegt, könnte die Handlung für um 1207 oder um 1209 festgelegt werden. Bei dem erwähnten bretonischen jungen Herzog handelt es sich um Arthur I. (* 1187; † 1203). Er soll 1203 von König Johann in Rouen umgebracht worden sein.

## Anmerkung
1. ↑  Gertrud von le Fort verwendet durchgängig den Terminus Briten, obwohl die deutschsprachige Geschichtsschreibung im Zusammenhang mit König Johann immer von Engländern redet.